# Wietzendorfer Moor
Das Wietzendorfer Moor ist ein Naturschutzgebiet in der niedersächsischen Gemeinde Wietzendorf im Landkreis Heidekreis.

## Beschreibung
Das Naturschutzgebiet mit dem Kennzeichen NSG LÜ 245 ist 210 Hektar groß. Im Süden grenzt es direkt an das Naturschutzgebiet „Großes Moor bei Becklingen“. Das Gebiet steht seit dem 16. Juli 1998 unter Naturschutz. Zuständig ist der Landkreis Heidekreis als untere Naturschutzbehörde.
Das Wietzendorfer Moor ist ein Bestandteil des ehemaligen Großen Moores, einem Hochmoorgebiet zwischen Wietzendorf und Bergen. Das aus sechs Teilflächen bestehende Naturschutzgebiet liegt südwestlich von Wietzendorf zwischen der Bahnstrecke Celle–Soltau (die das Naturschutzgebiet streckenweise begrenzt) und der B 3.
Das Naturschutzgebiet wird in erster Linie von Moor- und Bruchwald auf dem weitestgehend entwässerten und teilweise abgebauten Moorkörper geprägt. Vorhandene Torfstiche wurden entkusselt und wiedervernässt. Hier regeneriert sich hochmoortypische Vegetation wie Wollgras, Torfmoos und Schwingrasen sowie Glockenheide-Gesellschaften.
In der größeren, zusammenhängenden und an Wietzendorf grenzenden Fläche im Nordosten des Naturschutzgebietes sind auch Grünlandflächen sowie einzelne Fichtenforste zu finden. Ein zusammenhängender Grünlandkomplex wird von den „Radewiesen“ gebildet. Das Gebiet erstreckt sich innerhalb des Naturschutzgebietes über 55 Hektar und wird mindestens seit dem Ende des 18. Jahrhunderts bewirtschaftet. Die Feuchtwiesen werden heute extensiv genutzt. Sie bieten einer Vielzahl teils seltener und besonders schutzwürdiger Pflanzen und Tieren einen Lebensraum, darunter z. B. Wiesenvögeln wie Kiebitz, Großer Brachvogel und Bekassine sowie zahlreichen weiteren Vogelarten. Die Feuchtwiesen beherbergen über 100 Pflanzenarten.
Im südlichsten Teil des Naturschutzgebietes befinden sich Polder, die ehemals als Klär- und Absetzteiche einer Kartoffelstärkefabrik im Wietzendorfer Ortsteil Klein Amerika angelegt waren.
Durch das gesamte Moorgelände verläuft ein breiter Sandweg, der als Radweg ausgezeichnet und an dem ein Moor- und Feuchtwiesenlehrpfad errichtet ist. Ein Teil des Lehrpfades ist als Rundweg angelegt. Der Weg durch das Moor ist gleichzeitig ein Teilabschnitt des „Jacobusweges Lüneburger Heide“.
Die einzelnen Teilbereiche des Naturschutzgebietes sind überwiegend von intensiv genutzten landwirtschaftlichen Nutzflächen umgeben. Das Wietzendorfer Moor wird über Gräben zur Wietze, einem Nebenfluss der Örtze, und zum Suhrbach entwässert, der bei Wietzendorf in die Wietze mündet.

Das Wietzendorfer Moor
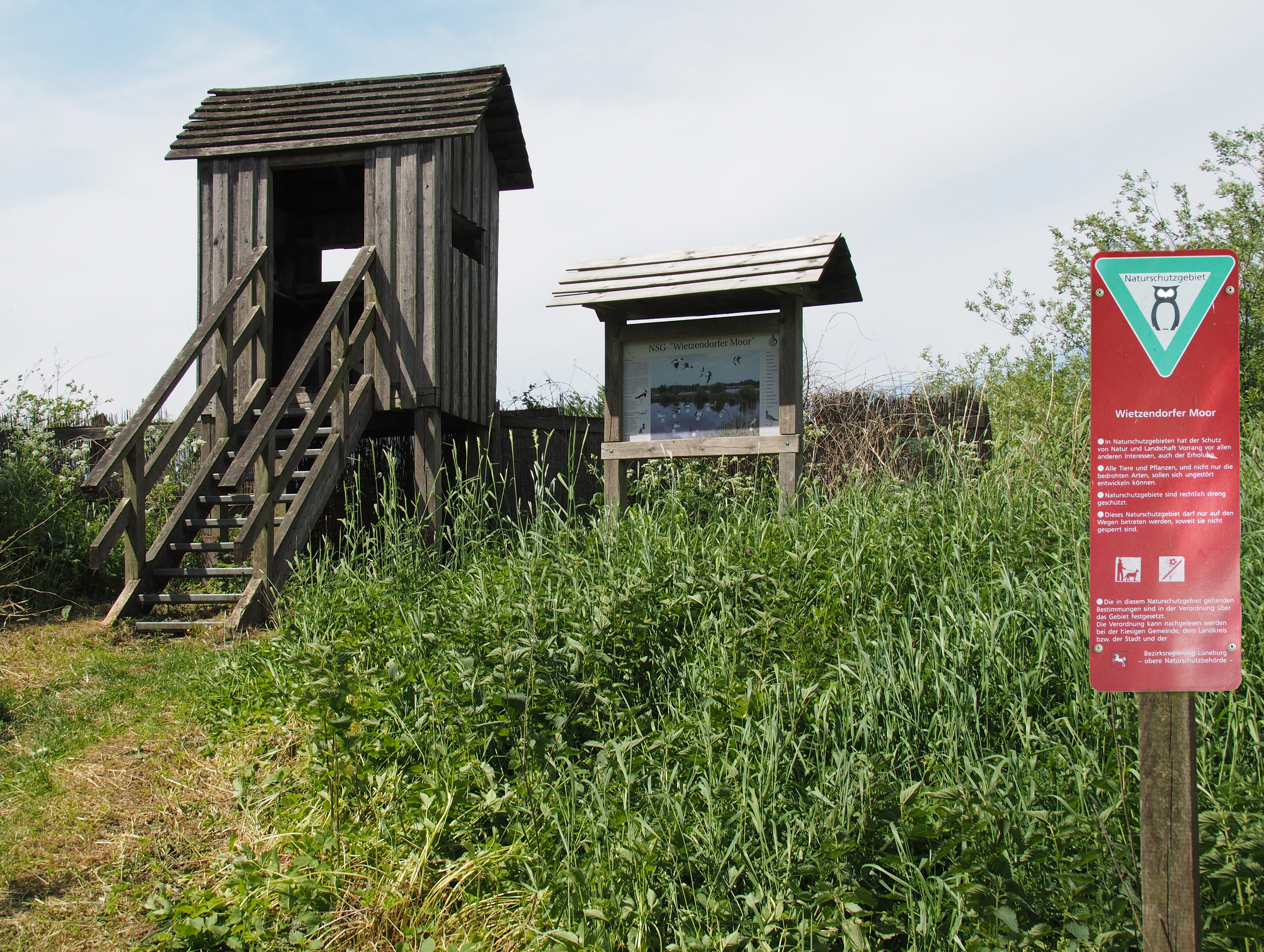
Aussichtsturm am südlichen Polder
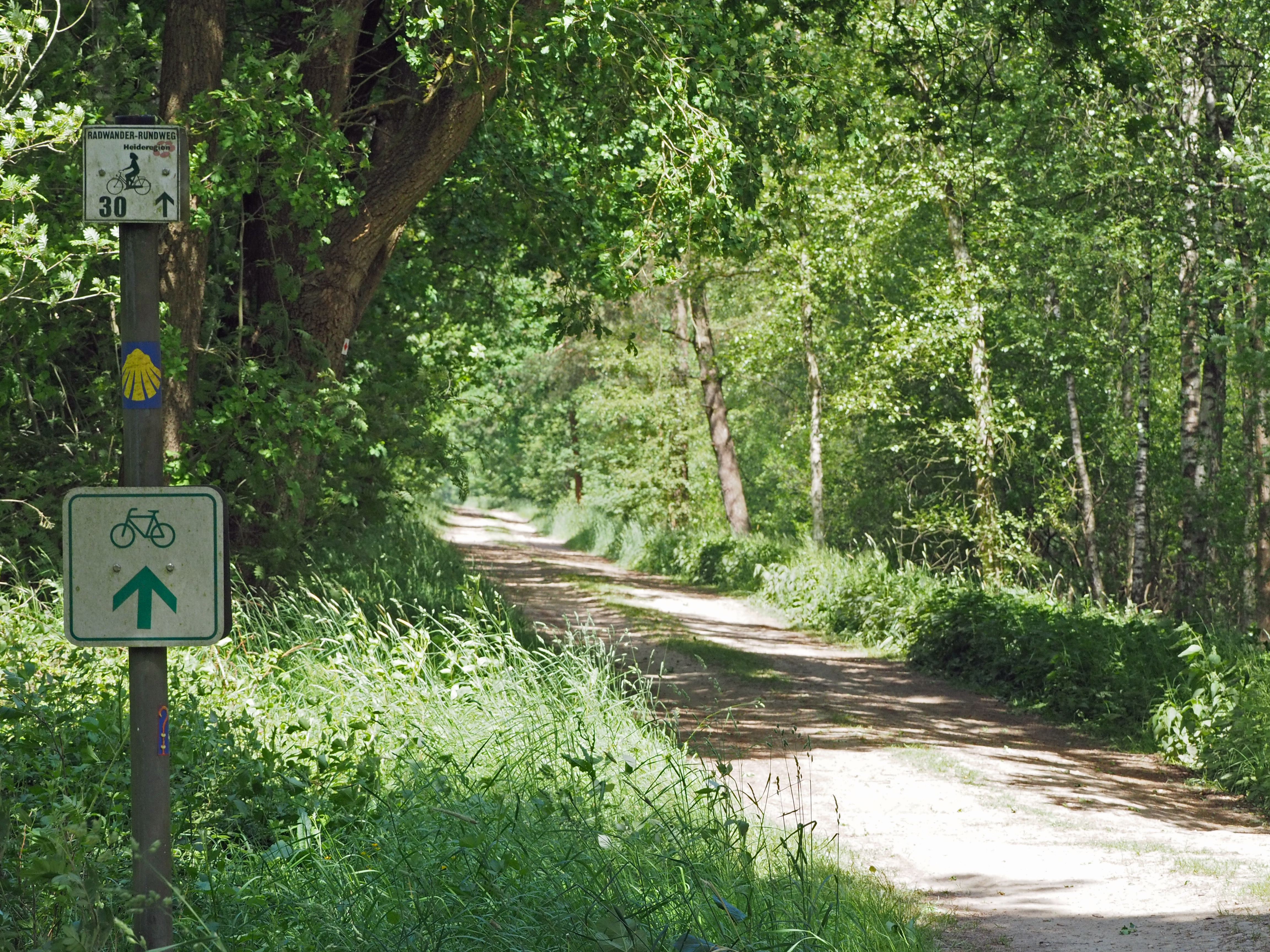
Radweg (Teil des Jacobsweges) durch das Moor
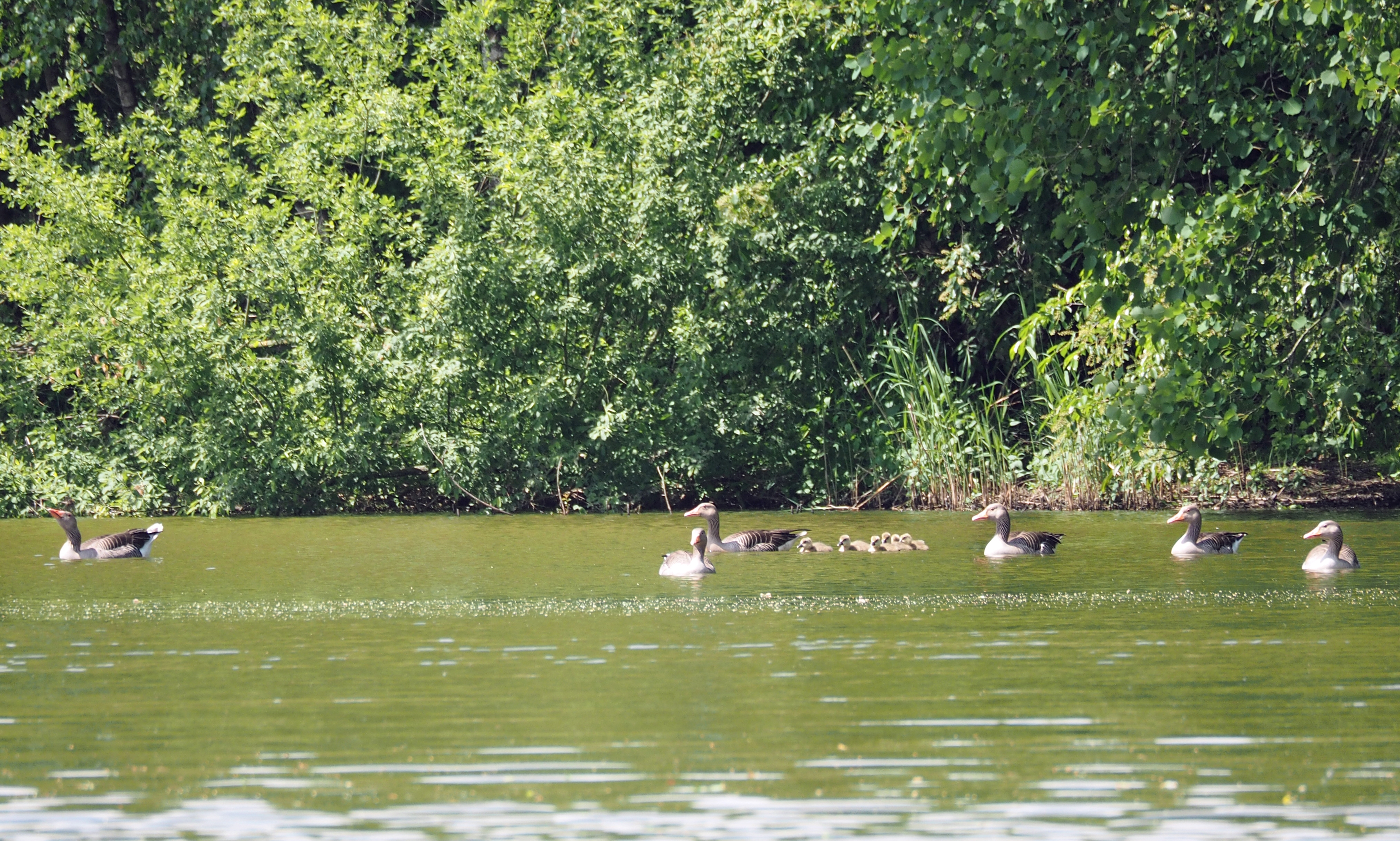
Graugansfamilie auf einem Polder
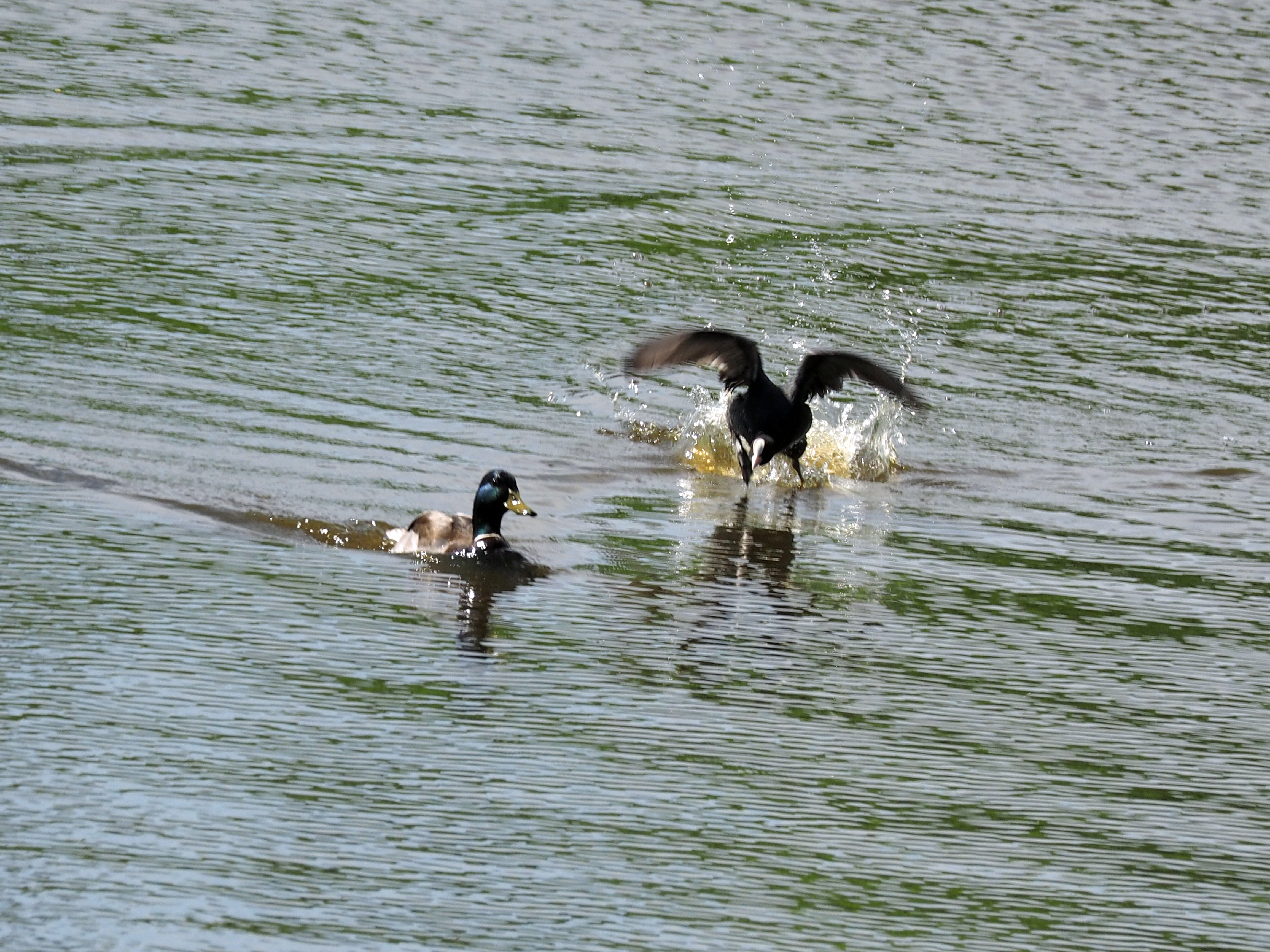
Revierkampf zwischen Blässhuhn und Stockente
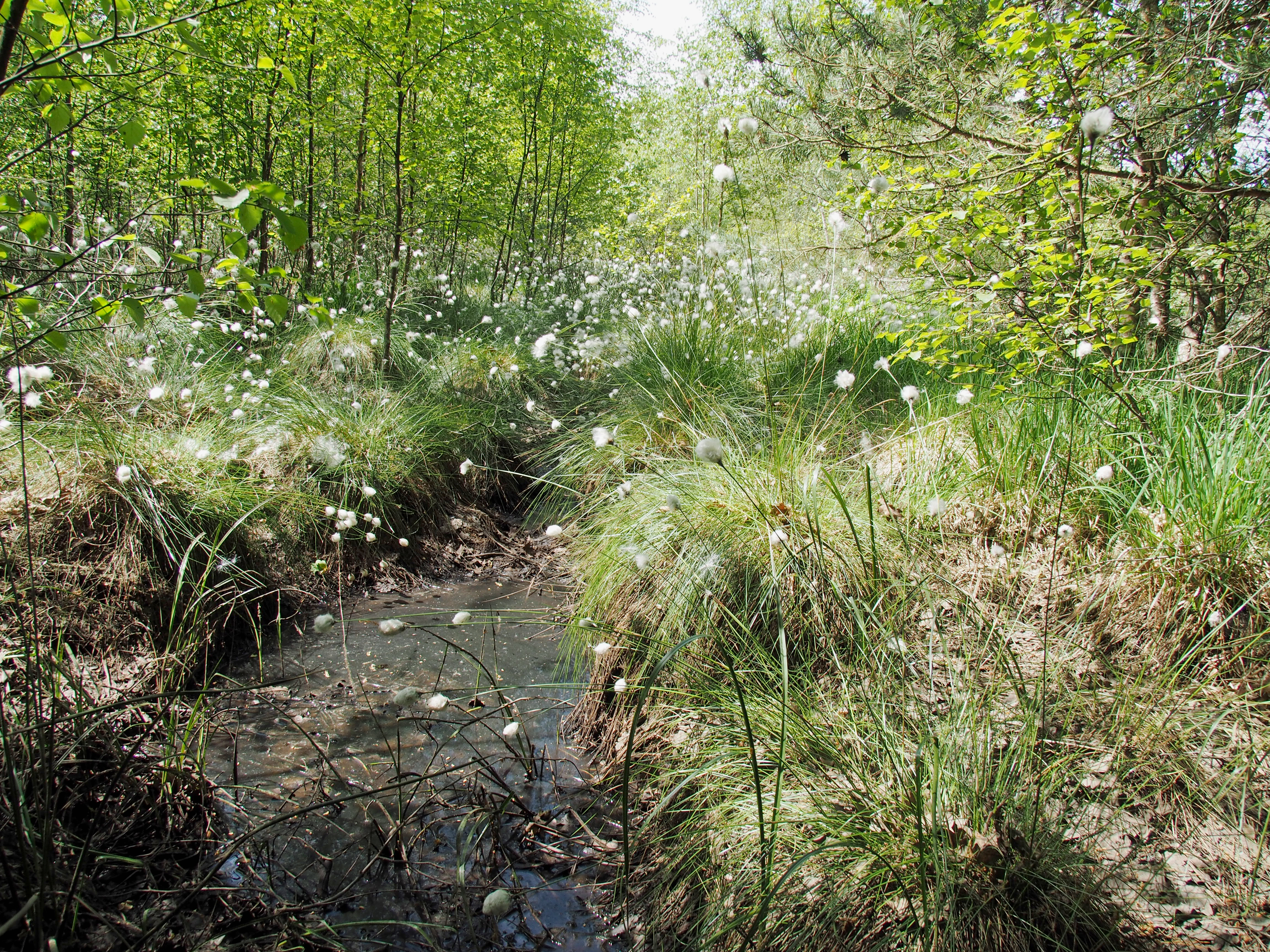
Ehemaliger Torfstich mit Wollgras
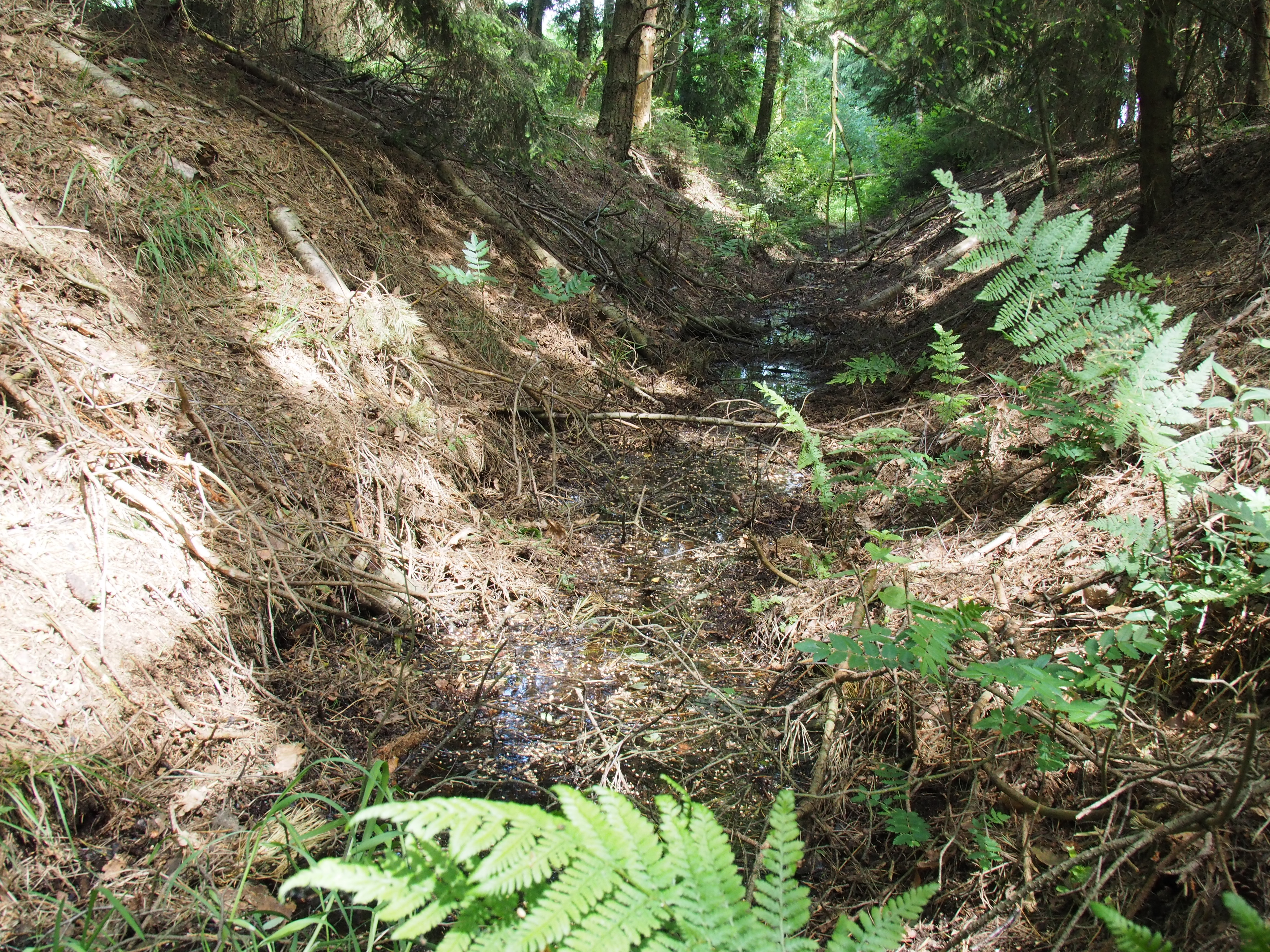
Alter Entwässerungsgraben

## Polder
In den Jahren 1969/70 wurde die Stärkefabrik Wietzendorf, die heute im Besitz der Emsland Group ist, zur Herstellung natürlicher Kartoffelstärke errichtet. Es wurden spezielle Polder angelegt, die das Oberflächenwasser des Werksgeländes und zunächst auch das beim Waschen der Kartoffeln anfallende Wasser aufnahmen. 1996 nahm die Stärkefabrik eine eigene Kläranlage in Betrieb. Seitdem wird nur noch das Oberflächenwasser hier eingeleitet. Die fünf großen und vier kleinen Polder werden außerdem durch Niederschlagswasser gespeist. Sie sind durch Überläufe miteinander verbunden. Die Polder entwickelten sich zu einem regional bedeutsamen Brut-, Rast- und Überwinterungsgebiet für verschiedenen Vogelarten, wozu auch der Deichbewuchs an den Polderteichen beitrug.

### Brutvögel
Die Polder sind Brutrevier einer artenreichen Avifauna. So kommen hier z. B. Krickente, Reiherente, Schellente, Wasserralle, Teichhuhn, Blässhuhn, Sumpfrohrsänger, Teichrohrsänger, Rohrammer, Gelbspötter, Dorngrasmücke, Mönchsgrasmücke, Beutelmeise und Fitis vor.

### Gastvögel
Das Gebiet hat auch eine Bedeutung für Durchzügler und Nahrungsgäste. So sind hier u. a. Schnatterente, Pfeifente, Spießente, Knäkente, Löffelente, Tafelente, Kiebitz, Bekassine, Waldwasserläufer, Ringeltaube, Eichelhäher, Mauersegler, Uferschwalbe, Rauchschwalbe, Wacholderdrossel, Rotdrossel, Zilpzalp, Gartengrasmücke, Flussregenpfeifer, Zaunkönig, Sperber und Baumfalke anzutreffen. Einige Arten sind auf der Roten Liste gefährdeter Arten aufgeführt.